# Undenäs

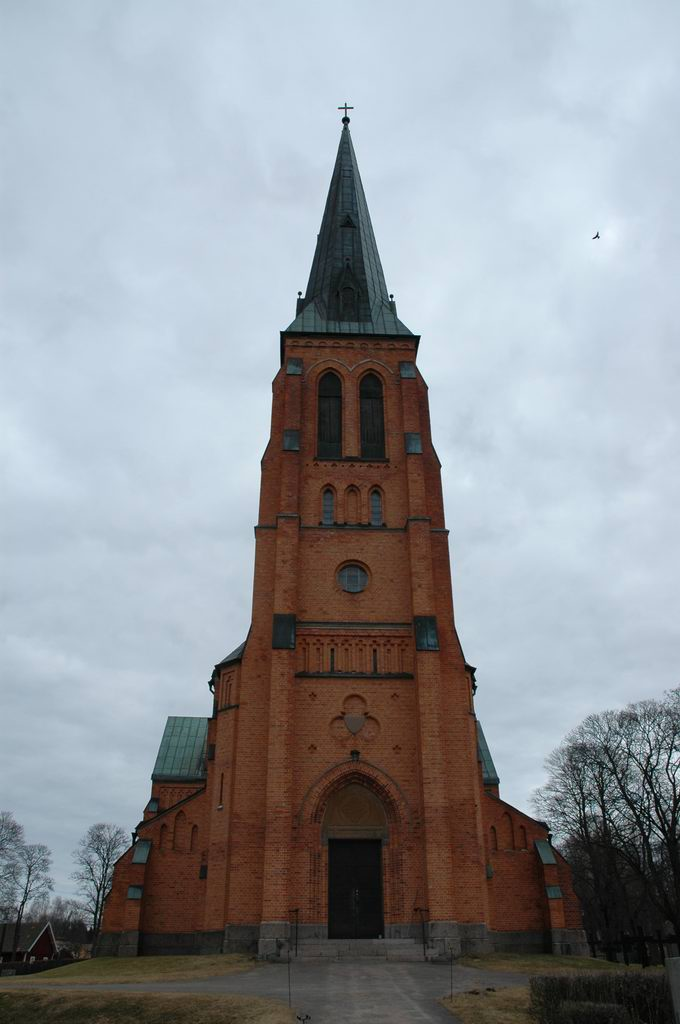
Kirche zu Undenäs

Undenäs ist ein Ort im Osten der schwedischen Provinz Västra Götalands län und der historischen Provinz Västergötland. Der Ort liegt etwa 20 Kilometer nordwestlich von Karlsborg am südlichen Ende des Sees Unden in der Gemeinde Karlsborg.
In Undenäs befindet sich die große Undenäs-Kirche, die im Volksmund auch Tivedens Kathedrale genannt wird. Nahe Undenäs liegt der Flugplatz Flugebyn (Flugdorf), der häufig für Fallschirmsprünge benutzt wird.
Im Ort liegt ein Steinkreis.

## Persönlichkeiten
- Lennart Carlsson (* 1951), Eisschnellläufer

## Quelle
1. 1 2  Statistiska centralbyrån: Landareal per tätort, folkmängd och invånare per kvadratkilometer. Vart femte år 1960 - 2015 (Datenbankabfrage)